# Un muchacho de Buenos Aires

Un muchacho de Buenos Aires es una película en blanco y negro de Argentina dirigida por Julio Irigoyen sobre el guion de Bernart y J. Roberto Deprisco que se estrenó el 3 de abril de 1944 y que tuvo como protagonistas a Héctor Palacios, Lea Conti y Percival Murray.

## Sinopsis
Un cantor se emplea en una boite para encontrar al asesino de su madre y además de lograrlo se casa con una cantante.

## Producción
El filme fue producido por una empresa dirigida por Julio Irigoyen que se caracterizaba por producir películas clase “C” de muy bajo presupuesto y poca calidad artística, que en general eran historias con los personajes característicos de la ciudad: guapos prostitutas, cantores de tango, jugadores en oscuros cafetines, hipódromos y salones aristocráticos. La mayoría eran películas de gauchos o típicamente porteñas, con tango o con canciones de tierra adentro.

## Reparto
La película tuvo los siguientes intérpretes:
- Héctor Palacios
- Chola Bosch
- Tino Tori
- Lea Conti
- Elvita Solán
- Percival Murray
- Álvaro Escobar
- Enrique Vimo
- Nelly Prince

## Comentarios
Manrupe y Portela dicen que se trata de otro quickie del director estrenada como complemento y El Heraldo del Cinematografista opinó:

”En ningún momento se ha cuidado la continuidad, saltaneo el film de un ambiente a otro”